# 11086 Nagatayuji
11086 Nagatayuji este un asteroid din centura principală de asteroizi.

## Descriere
11086 Nagatayuji este un asteroid din centura principală de asteroizi. A fost descoperit pe 11 octombrie 1993 la Kitami de Kin Endate și Kazuro Watanabe. Asteroidul prezintă o orbită caracterizată de o semiaxă mare de 2,26 ua, o excentricitate de 0,16 și o înclinație de 5,5° în raport cu ecliptica.